# Vittorio Gobbis
Vittorio Gobbis (Motta di Livenza, 20 de janeiro de 1894 — São Paulo, 1968) foi um pintor, desenhista, gravador e restaurador ítalo-brasileiro.

## Biografia
Filho de um pintor de igrejas, nasceu entre tintas e já na infância iniciou seus primeiros ensaios de pintura. Mas o pai, não querendo que seu filho se dedicasse às artes plásticas, enviou-o, aos doze anos de idade, para a casa de um parente na Romênia, onde deveria trabalhar no comércio. Fugiu e voltou escondido para Treviso, cidade próxima da sua vila natal, com a finalidade de estudar artes plásticas que era sua verdadeira vocação.
Obteve emprego num ateliê especializado em restauração de quadros. Foi aí que aprendeu a técnica do restauro, que viria a aplicar muitas vezes em sua vida profissional.
Participou ativamente da Primeira Guerra Mundial de 1914 e, terminado o conflito, formou-se na Academia de Belas Artes de Veneza. Foi um aluno indisciplinado e briguento, mas, ao mesmo tempo, bastante estudioso, pois tornou-se profundo conhecedor de história das artes e de todos os segredos da restauração e da pintura, inclusive a complicada técnica dos artistas pré-renascentistas e os segredos dos admirados mestres da escola veneziana.
Vittorio Gobbis também trabalhou como ator em alguns filmes brasileiros. É pai da atriz e bailarina Yolanda Gobbis.

### No Brasil
Apesar de já ter aberto seu próprio ateliê em Veneza, em 1923, levado pelo espírito de aventura, largou tudo - família, encomendas, quadros - e partiu em busca de novos horizontes, vindo aportar, sem um tostão no bolso, na cidade de São Paulo.
Chegando à capital paulista, cheia de artistas italianos aí residentes, não lhe foi dificil fazer amizades e integrar-se no meio, especialmente o da pintura. Logo destacou-se dos demais  pelo seu excepcional conhecimento histórico e técnico da arte de pintar. Para quem já havia restaurado os tesouros guardados nas célebres galerias italianas Chigi e Borghese, certamente teria que se sobressair dos colegas de profisssão. Outro pintor de formação européia e também profundo conhecedor do metier foi Paulo Rossi Osir. Ambos tiveram papel importante no aprimoramento da capacidade profissional de muitos pintores paulistanos da época conforme reconheceu Mário de Andrade.
Prova da competência de Vittorio Gobbis e de sua habilidade no tratamento com obras de arte é a várias vezes citada extração de um afresco representando a Santa Ceia pintado por Antonio Gomide na residência de Carlos Pinto Alves. A preciosa pintura estava no local a vinte e dois anos e foi removida com sucesso para o Museu de Arte Contemporânea da Universidade de São Paulo que a recebera em doação.

#### Exposições
Em 1931 Gobbis foi convidado por Lucio Costa a participar do XXXVIII Salão da Escola Nacional de Belas Artes, o chamado Salão Revolucionário realizado em 1931 com a presença dos principais pintores de São Paulo, o que nunca havia acontecido anteriormente. Pela primeira vez o Salão tradicionalmente preso a uma arte passadista, enchia-se de um novo estilo modernizante. Além de Gobbis, lá estavam Anita Malfatti, Di Cavalcanti, Ismael Nery, Cândido Portinari, Cícero Dias,  Guignard, Tarsila, Paulo Rossi Osir, Lasar Segall e outros tantos artistas de vanguarda de todo o país, ao lado de muitos dos antigos frequentadores de salões anteriores.

#### A SPAM
Em 1932 um grupo de artistas e personalidades da sociedade paulistana reuniram-se para fundar a Sociedade Pró-Arte Moderna ou SPAM como ficou conhecida. Teve vida efêmera mas muito fez para a afirmação do novo estilo. Realizou alguns eventos que marcaram a vida de São Paulo. No campo das artes pláticas, promoveu duas exposições. A primeira foi aberta em 28 de abril de 1933 com a participação de pintores e escultores contemporâneos, incluindo-se Vittorio Gobbis, e também foram apresentadas ao público, pela primeira vez, obras de grandes nomes internacionais, de propriedade de colecionadores particulares, como Picasso, Lhote, Leger, Giorgio de Chirico e outros não menos famosos. No final do ano, realizou-se a segunda exposição da SPAM, sempre com a presença de Gobbis e a participação de vários artistas vindo do Rio de Janeiro, incluindo-se Portinari e Di Cavalcanti. Estava presente, também, Cecília Meireles que, nessa época, arriscava alguns traços com pincel ou lápis. O fato mais curioso é que a SPAM, para obtenção de recursos financeiros, organizou dois bailes de carnaval, cuja decoração ficou a cargo dos próprios artistas tendo Lasar Segall à frente. Como se pode imaginar, só a decoração já era uma obra de arte.

## Filmografia
- 1952 - Nadando em Dinheiro
- 1961 - A Primeira Missa